# Cristhian Talero
Talero  Reyes est un nom espagnol. Le premier nom de famille, en général paternel, est Talero ; le second, en général maternel, souvent omis, est Reyes.
Cristhian Camilo Talero Reyes, né le 25 mars 1990, est un coureur cycliste colombien.

## Palmarès sur route

### Par année
- 2011
  - 6e étape du Tour de Bolivie
  - 2e du championnat de Colombie sur route espoirs
- 2013
  - 9e étape du Clásico RCN
- 2016
  - 2e du championnat de Colombie du contre-la-montre par équipes
- 2018
  - 8e étape du Tour du Táchira

### Classements mondiaux
| Année            | 2012 |
| ---------------- | ---- |
| UCI America Tour | 238e |

## Palmarès sur piste

### Championnats de Colombie
- Cali 2015
  -  Médaillé de bronze de la course aux points[2].